# Джанлоренцо Бленджіні
Джанлоренцо Бленджіні — італійський волейбольний тренер, який нині очолює команду клубу «Лубе Воллей».

## Досягнення

### Зі збірною
- срібний призер Олімпійських ігор 2016

### Клубні
- чемпіон Італії 2017, 2021, 2022
- володар Кубка Італії 2017